# Société d'équipement du Biterrois et de son littoral
La société d'équipement du Biterrois et de son littoral est une société d'économie mixte (SEM) française dont le capital est majoritairement détenu par diverses collectivités publiques de l'ouest de l'Hérault, en premier lieu par la communauté d'agglomération Béziers Méditerranée et la commune de Béziers. 
Cette société a notamment participé en tant que maître d'œuvre à la réalisation de la station touristique du Cap d'Agde dans les années 1960-1980. Son premier directeur général, Jean Miquel, décédé en 1985, est considéré comme le « père  » du Cap d'Agde.